# Bułaków (gromada)
Bułaków – dawna gromada, czyli najmniejsza jednostka podziału terytorialnego Polskiej Rzeczypospolitej Ludowej w latach 1954–1972.
Gromady, z gromadzkimi radami narodowymi (GRN) jako organami władzy najniższego stopnia na wsi, funkcjonowały od reformy reorganizującej administrację wiejską przeprowadzonej jesienią 1954 do momentu ich zniesienia z dniem 1 stycznia 1973, tym samym wypierając organizację gminną w latach 1954–1972.
Gromadę Bułaków z siedzibą GRN w Bułakowie utworzono – jako jedną z 8759 gromad na obszarze Polski – w powiecie krotoszyńskim w woj. poznańskim, na mocy uchwały nr 27/54 WRN w Poznaniu z dnia 5 października 1954. W skład jednostki weszły obszary dotychczasowych gromad Bułaków i Małgów oraz miejscowości Borzęciczki (dworzec) i Kaczagórka z dotychczasowej gromady Kaczagórka ze zniesionej gminy Pogorzela, a także miejscowości Pogorzałki Małe i Międzyborze z dotychczasowej gromady Walerianów ze zniesionej gminy Koźmin – w tymże powiecie. Dla gromady ustalono 11 członków gromadzkiej rady narodowej.
Gromadę zniesiono 1 stycznia 1960, a jej obszar włączono do gromady Pogorzela w tymże powiecie.